# 2481 Bürgi
2481 Bürgi è un asteroide della fascia principale. Scoperto nel 1977, presenta un'orbita caratterizzata da un semiasse maggiore pari a 2,5705236 UA e da un'eccentricità di 0,2629600, inclinata di 2,26493° rispetto all'eclittica.